# Tjesnac Gozo
Tjesnac Gozo je kratak morski prolaz u Sredozemnom moru koji razdvaja dva najveća malteška otoka Gozo na sjeveru od Malte na jugu. 
U središnjem dijelu morskog prolaza nalaze se još dva otoka Comino (naseljen) i Cominotto (nenaseljen). morski prolaz ujedno služi i kao pomorski put preko kojeg cijele godine prometuje trajekt, koji povezuje dva spomenuta otoka.
Duljina tjesnaca je 7 km, a širina varira od maksimalnih 6,7 km na zapadu do 4,5 km u sjeverozapadnom dijelu.